# Coupe des Balkans des clubs
Pour les articles homonymes, voir Coupe des Balkans des nations.
La Coupe des Balkans des clubs (nom officiel Coupe Balkanique de football) était une compétition annuelle de football opposant des clubs issus des Balkans (Albanie, Bulgarie, Grèce, Roumanie, Turquie, et Yougoslavie). La compétition se déroule de 1960 à 1994. La dernière édition a été remportée par Pablo.

## Finales
| Saison    | Vainqueur                                          | Score                                              | Finaliste                                          |                                                    |
| --------- | -------------------------------------------------- | -------------------------------------------------- | -------------------------------------------------- | -------------------------------------------------- |
| 1960/61   | Steagul Roşu Braşov                                | 13 pts - 8 pts (groupe)                            | PFK Levski Sofia                                   |                                                    |
| 1961/62   | Olympiakos Le Pirée                                | 1 - 0, 0 - 1, 1 - 0                                | PFK Levski Sofia                                   |                                                    |
| 1963/64   | FC Rapid Bucarest                                  | 1 - 1, 2 - 0                                       | Spartak Plovdiv                                    |                                                    |
| 1964/66   | FC Rapid Bucarest                                  | 3 - 0, 3 - 3                                       | FC Farul Constanţa                                 |                                                    |
| 1966/67   | Fenerbahçe SK                                      | 1 - 2, 1 - 0, 3 - 1                                | AEK Athènes                                        |                                                    |
| 1967/68   | Béroé Stara Zagora                                 | 3 - 0, 3 - 4                                       | FK Spartak Sofia                                   |                                                    |
| 1969      | Béroé Stara Zagora                                 | 1 - 0, 3 - 0                                       | KS Dinamo Tirana                                   |                                                    |
| 1970      | FK Partizani Tirana                                | 1 - 1, 3 - 0                                       | Béroé Stara Zagora                                 |                                                    |
| 1971      | Panionios Athènes                                  | 1 - 0, 2 - 1                                       | KS Besa Kavajë                                     |                                                    |
| 1972      | Trakia Plovdiv                                     | 5 - 0, 0 - 4                                       | FK Vardar Skopje                                   |                                                    |
| 1973      | Lokomotiv Sofia                                    | 1 - 1, 2 - 0                                       | ASA Târgu Mureș                                    |                                                    |
| 1974      | Akademik Sofia                                     | 2 - 1, 0 - 0                                       | FK Vardar Skopje                                   |                                                    |
| 1975      | FK Radnički Niš                                    | 1 - 0, 2 - 1                                       | Eskişehirspor K                                    |                                                    |
| 1976/1977 | Dinamo Zagreb                                      | 3 - 1, 2 - 3                                       | CF Sportul Studenţesc Bucarest                     |                                                    |
| 1977/78   | Panathinaïkos                                      | 0 - 0, 2 - 1                                       | Slavia Sofia                                       |                                                    |
| 1978      | HNK Rijeka                                         | 0 - 1, 4 - 1                                       | SC Jiul Petroşani                                  |                                                    |
| 1979/80   | CF Sportul Studenţesc Bucarest                     | 2 - 0, 1 - 1                                       | HNK Rijeka                                         |                                                    |
| 1980/81   | FK Velež Mostar                                    | 6 - 5, 6 - 2                                       | Trakia Plovdiv                                     |                                                    |
| 1981/83   | Béroé Stara Zagora                                 | 3 - 0, 3 - 1                                       | SK Tirana                                          |                                                    |
| 1983/84   | Béroé Stara Zagora                                 | 6 pts - 4 pts (groupe)                             | FC Argeş Piteşti                                   |                                                    |
| 1984/85   | Iraklis Thessalonique                              | 4 - 1, 1 - 3                                       | FC Argeş Piteşti                                   |                                                    |
| 1986      | Slavia Sofia                                       | 3 - 0, 2 - 3                                       | Panionios Athènes                                  |                                                    |
| 1987/88   | Slavia Sofia                                       | 5 - 1, 1 - 0                                       | FC Argeş Piteşti                                   |                                                    |
| 1988/89   | OFI Crète                                          | 3 - 1                                              | FK Radnički Niš                                    |                                                    |
| 1989/90   | Pas de Coupe durant la Révolution roumaine de 1989 | Pas de Coupe durant la Révolution roumaine de 1989 | Pas de Coupe durant la Révolution roumaine de 1989 | Pas de Coupe durant la Révolution roumaine de 1989 |
| 1990/91   | FC Inter Sibiu                                     | 0 - 0 (a.p.), 1 - 0 (rejoué)                       | Buducnost Titograd                                 |                                                    |
| 1991/92   | Sariyer GK                                         | 0 - 0 (a.p.), 1 - 0 (rejoué)                       | FC Oţelul Galaţi                                   |                                                    |
| 1992/93   | AO Edessaikos                                      | 0 - 1, 3 - 1                                       | FC Etar Veliko Tarnovo                             |                                                    |
| 1993/94   | Samsunspor                                         | 3 - 0, 2 - 0                                       | PAS Giannina                                       |                                                    |